# Långsjön (Hanebo socken, Hälsingland, 678130-153944)
Långsjön är en sjö i byn Tönsen Bollnäs kommun i Hälsingland och ingår i Skärjåns huvudavrinningsområde. Sjön är 9,3 meter djup, har en yta på 0,125 kvadratkilometer och befinner sig 158,1 meter över havet. Sjön avvattnas av vattendraget Skärjån (Tönsån).

## Delavrinningsområde
Långsjön ingår i det delavrinningsområde (678155-153963) som SMHI kallar för Utloppet av Långsjön. Medelhöjden är 191 meter över havet och ytan är 1,01 kvadratkilometer. Det finns ett avrinningsområde uppströms, och räknas det in blir den ackumulerade arean 13,63 kvadratkilometer. Avrinningsområdets utflöde Skärjån (Tönsån) mynnar i havet. Avrinningsområdet består mestadels av skog (77 procent). Avrinningsområdet har 0,12 kvadratkilometer vattenytor vilket ger det en sjöprocent på 11,6 procent.